# Коти (певец)
Робе́рто Фиде́ль Эрне́сто Соро́кин, выступающий под творческим псевдонимом Ко́ти (14 июня 1973, Росарио, Санта-Фе, Аргентина), — аргентинский музыкант, наиболее известный по совместным работам с такими испаноязычными музыкантами, как Андрес Каламаро, Хульета Венегас и Паулина Рубио. Его альбом 2005 года Esta Mañana y Otros Cuentos стал золотым в Аргентине и Мексике и дважды платиновым в Испании.

## Биография
Коти родился в Росарио, потомок еврейских эмигрантов из Российской империи; в возрасте 3 лет переехал в провинцию Энтре-Риос. По возвращении в Росарио он присоединился к группе «Luz Mala», в составе которой записал альбом.
В конце 1990-х он написал песни для Andrés Calamaro, Julieta Venegas, Паулины Рубио, Натальи Орейро, Los Enanitos Verdes, Diego Torres, и Alejandro Lerner.
В 2002 году он занялся самостоятельным творчеством, выпустив в Испании свой первый альбом — «Coti».
В 2008 году в сотрудничестве с Энрике Иглесиасом написал 2 песни для его сборника «Enrique Iglesias: 95/08 Exitos» — «Lloro Por Ti» и «¿Dónde Están Corazón?».

## Дискография
- Coti (2002)
- Canciones Para Llevar (2004)
- Esta Mañana y Otros Cuentos (2005)
- Gatos y Palomas (2007)
- Malditas Canciones (2009)